# Козяр, Анна Степановна
Анна Степановна Козяр (1907 — 19 июля 2001) — Герой Социалистического Труда.

## Биографические сведения
Родилась в 1907 году в семье крестьянина.
В 1926 году вышла замуж и вместе с мужем Филиппом вела собственную землю и хозяйство. Впоследствии одними из первых вступили в колхоз, куда отдали корову, лошадей и весь инвентарь. Дома оставили только  корову, которая в дальнейшем спасла их от Голодомора в 1932-1933 годах.
К началу войны у супругов было 6 детей. Весной 1941 года начали строить новую избу, однако с началом войны Филиппа забрали на фронт. Анна была вынуждена самостоятельно достраивать дом и воспитывать детей.
После окончания войны Анна Козяр первой запрягает свою корову и начинает пахать колхозные поля. Работала звеньевой в полеводческой бригаде колхоза села Михайловка Шаргородского района. Собранный урожай Анна возила на элеватор собственной коровой. В 1947 году удалось собрать высокий урожай пшеницы — 31,6 ц/га, за что в 1948 году получила звание Героя Социалистического Труда с вручением ордена Ленина.
Семья Козяров вырастила 9 детей (3 сына и 6 дочерей), которые в свою очередь дали потомков — 21 внук, 36 правнуков и 19 праправнуков.
Умерла Анна Козяр 19 июля 2001 года, похоронена в Михайловке.